# Falšování potravin
Falšování potravin je podvodná praktika, při které je záměrně pozměněný produkt deklarován a prodáván jako pravý. Hlavním motivem falšování potravin byl a je zisk. Ačkoli přidaná přísada nemusí být zdravotně závadná (např. voda v mléce), tato činnost vždy odporovala právu a byla od nepaměti trestána. Pražští pekaři bývali tradičně máchání ve Vltavě, v obcích, kde poblíž netekla řeka, bývali podvodníci stavěni na pranýř; k dalším trestům patřilo pokutováni, vyháněni z města či uvěznění. První zákon o potravinách byl přijat na konci 19. století.

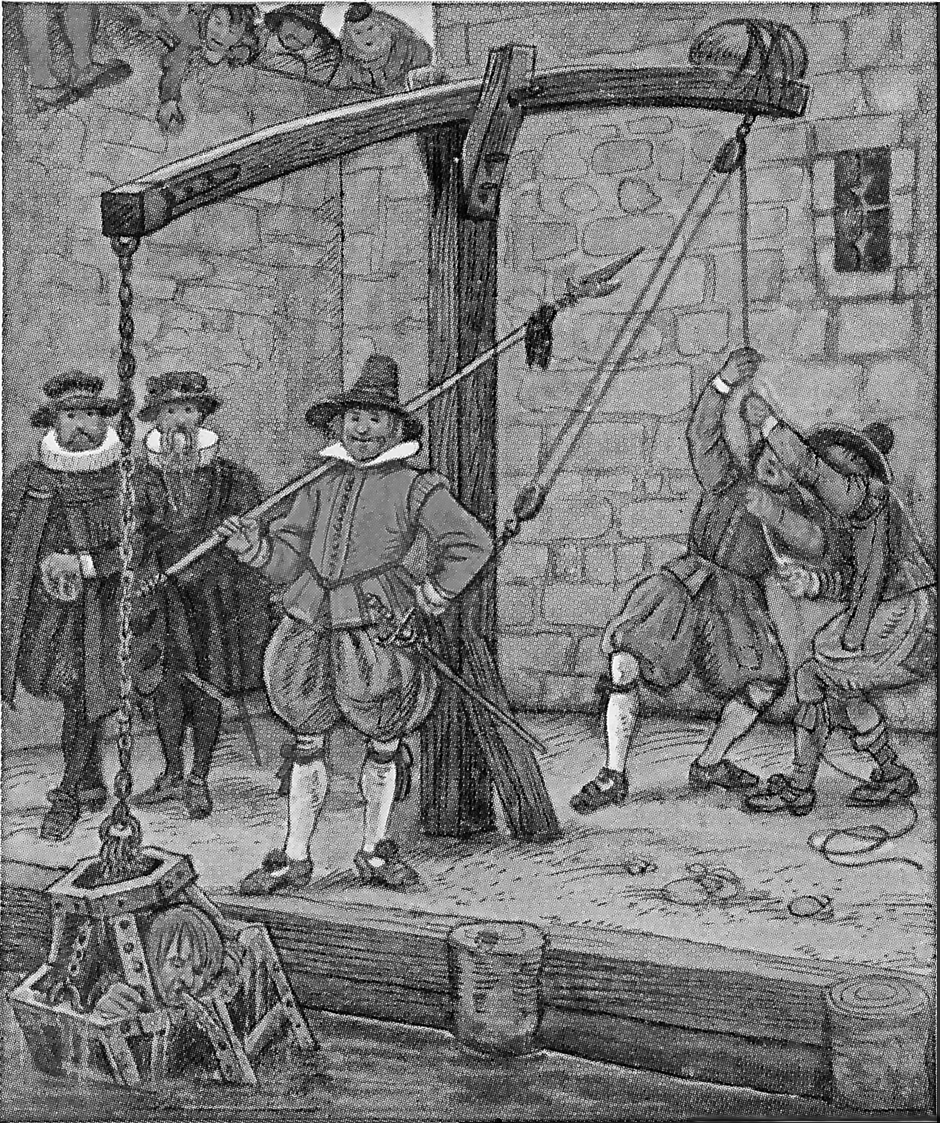
Máchání podvodníka v řece

Později se v potravinářském průmyslu začala do jídla přidávat různá plnidla, doplňky, atd. Protože složení výrobku bývá uvedeno na jeho etiketě, zákazník není klamán a o falšovanou potravinu se tedy nejedná. Pro tento jev se po nástupu „amarounů“ ujal název šuntflace.
Podvody v oblasti potravin se zabývá Státní zemědělská a potravinářská inspekce.

## Z historie
Z českých kronik Zikmund Winter vybral například toto:
R. 1479 venkovan prodal na pražském trhu zajíce, ale pak objevilo se, že ze zajíce byla jen hlava, kůže a nohy, maso náleželo lišce. Pošlého lososa rybáři na trhu zbarvovali krví jiné ryby, aby kupujícího oklamali, a takž dlouho bylo by ještě lze vyčítati úskoky lakotných obchodníků a obchodnic.
Zikmund Winter, Zlatá doba měst českých
Rovněž „Domácí vševěd“ z let 1925–1926 obsahuje kapitolu „Porušování potravin a zboží“, kde doporučuje čtenářům číst etikety o složení výrobku. Jako příklad uvádí, že „šumivá limonáda s malinovou chutí“ neobsahuje žádné maliny.

## Legislativa
První zákon o potravinách byl přijat v roce 1891. Jednalo se o rakouský potravinářský kodex (Codex Alimentarius Austriacus), který je dodnes je součástí rakouského potravinového práva. Po vzniku Československa byl rakouský kodex převzat do prvorepublikových právních předpisů a v Československu platil s obměnami až do roku 1948. Poté byl nahrazen  souborem státních oborových a podnikových norem, které byly počátkem 90. let 20. století zrušeny. Nezávadnost potravin a hygiena byla řešena předpisy Ministerstva zdravotnictví na základě zákona 20/1966 Sb., o péči o zdraví lidu. Ten byl v dubnu 1997 nahrazen zákonem 110/1997 Sb. a obsahuje předpisy, které jsou v souladu s mezinárodními standardy Komise Codex Alimentarius a byly v souladu s předpisy Evropských společenství, jež se přetvořily v Evropskou unii.

## Skandály
- 2001: Metanolové otravy v Pärnu
- 2008: Otravy mlékem v Číně
- 2010: Dioxinový skandál v Německu
- 2012: Metanolová aféra
- 2013: Aféry s koňským masem
- 2012–2019: Aféry polských potravin v Česku